# سیارک ۱۴۶۲۳
سیارک ۱۴۶۲۳ (به انگلیسی: 14623 Kamoun، نامگذاری:1998UE24) چهارده هزار و ششصد و بیست و سومین سیارک کشف شده‌است که در ۱۷ اکتبر ۱۹۹۸ کشف شد.
قدر مطلق سیارک برابر ۱۶.۲ است.